# أكمية صخرية
أكمية صخرية (الاسم العلمي: Aechmea saxicola) هو نوع نباتي يتبع جنس الأكمية من فصيلة البروميلية.